# Enigma-Chronologie
Die Enigma-Chronologie listet wichtige Ereignisse in der Geschichte der deutschen Rotor-Chiffriermaschine Enigma in ihrer zeitlichen Abfolge auf.
Dazu gehört die Entwicklungsgeschichte der Maschine, die Geschichte ihrer Verwendung sowie die Geschichte ihres erfolgreichen Bruchs (Entzifferung) durch die Alliierten vor und während des Zweiten Weltkriegs. Letztere Ereignisse sind in der Tabelle farbig markiert.
| Datum         | Ereignis                                                                                                 |
| ------------- | --- |
| Feb. 1917     | Das Kriegsministerium beauftragt Arthur Scherbius mit der Entwicklung einer Chiffriermaschine            |
| 23. Feb. 1918 | Erstes Patent                                                                                            |
| 15. Apr. 1918 | Probemaschinen                                                                                           |
| 11. Mai 1919  | Gründung der polnischen Chiffrenabteilung Sekcja Szyfrów                                                 |
| 21. Nov. 1921 | Scherbius & Ritter überträgt der Gewerkschaft Securitas 10 Patente (ein Patent, neun Anmeldungen)        |
| 9. Juli 1923  | Gründung der Chiffriermaschinen AG durch die Gewerkschaft Securitas (Sacheinlage) und vier Investoren    |
| 1. Sep. 1923  | Der Markenname „Enigma“ wird verwendet                                                                   |
| 15. Juli 1925 | Chiffriermaschinen AG ruiniert. Beginn der Sanierung durch die „Erfindergruppe“ um Scherbius.            |
| 26. Aug. 1925 | Korvettenkapitän Günther Guse bestellt für die Reichsmarine 50 Stück des Funkschlüssels C                |
| 21. März 1926 | Patentierung der Umkehrwalze (UKW) durch Willi Korn                                                      |
| 15. Juli 1928 | Die Reichswehr führt eine Vorläuferversion der Enigma ein                                                |
| 9. Aug. 1928  | Das Steckerbrett wird von der Reichswehr exklusiv für die militärisch genutzten Maschinen eingeführt     |
| 15. Jan. 1929 | Kryptologie-Kursus für Rejewski, Różycki und Zygalski an der Universität Posen beginnt                   |
| 26. Jan. 1929 | Die Sekcja Szyfrów inspiziert eine Enigma-Maschine, die der polnische Zoll zufällig entdeckt             |
| 1. Juni 1930  | Indienststellung der Enigma I (sechs Stecker und quartalsweise wechselnde Walzenlage)                    |
| 1. Juni 1931  | Gründung des polnischen Chiffrenbüros Biuro Szyfrów                                                      |
| 8. Nov. 1931  | Hans-Thilo Schmidt verrät Handbücher zur Enigma an den Franzosen Gustave Bertrand                        |
| 31. Dez. 1932 | Marian Rejewski gelingt der erste Einbruch in die Enigma I                                               |
| 1. Feb. 1936  | Monatlicher Wechsel der Walzenlage                                                                       |
| 1. Okt. 1936  | Täglicher Wechsel der Walzenlage und statt sechs nun fünf bis acht Stecker                               |
| 1. Nov. 1937  | Ablösung der UKW A durch die UKW B                                                                       |
| 15. Sep. 1938 | Neues Indikatorverfahren (frei wählbare Grundstellung für die Spruchschlüsselverschlüsselung)            |
| 15. Dez. 1938 | Inbetriebnahme der Walzen IV und V                                                                       |
| 1. Jan. 1939  | Sieben bis zehn Stecker                                                                                  |
| 26. Juli 1939 | Zweitägiges alliiertes Treffen bei Pyry                                                                  |
| 19. Aug. 1939 | Zehn Stecker                                                                                             |
| 6. Jan. 1940  | Erster Bruch eines Luftwaffen-Funkspruchs in B.P. mithilfe von Handmethoden                              |
| 12. Feb. 1940 | Die den Briten noch unbekannten Walzen VI und VII werden bei der Versenkung von U 33 erbeutet            |
| 1. Mai 1940   | Fallenlassen der Spruchschlüsselverdopplung                                                              |
| Mai 1940      | Erster Bruch eines Marine-Funkspruchs in B.P. mithilfe der Turing-Bombe Victory noch ohne Diagonal board |
| Aug. 1940     | Die letzte der den Briten noch unbekannten Walzen, die Walze VIII, wird erbeutet                         |
| Sep. 1940     | Die ersten Turing-Welchman-Bombes – mit Diagonal board – gehen in Betrieb                                |
| 1940/41       | Zeitweise Benutzung der UKW C (alternativ zur UKW B)                                                     |
| 7. Mai 1941   | Der Wetterkurzschlüssel (1. Auflage) wird von Bord der München erbeutet                                  |
| 5. Okt. 1941  | Einführung des Schlüsselnetzes „Triton“ für die U‑Boote zunächst noch mit der Enigma‑M3                  |
| 15. Okt. 1941 | Einführung des Schlüsselnetzes „Neptun“ für die Schlachtschiffe bereits mit der Enigma‑M4                |
| Nov. 1941     | Einführung des Adressbuchverfahrens zur Verschleierung von Positionsangaben                              |
| 8. Dez. 1941  | Erster Bruch der Abwehr-Enigma durch Dilly Knox                                                          |
| 1. Feb. 1942  | Indienststellung der Enigma‑M4 nun auch für die U‑Boote (zunächst nur Griechenwalze β)                   |
| 1. Feb. 1942  | Die unmittelbare Folge sind 10 Monate Blackout in B.P.                                                   |
| 30. Okt. 1942 | Die Petard erbeutet zweite Ausgabe des Wetterkurzschlüssels sowie das Kurzsignalheft von U 559           |
| 12. Dez. 1942 | Bletchley Park gelingt der Einbruch in Triton, dort genannt Shark                                        |
| 10. März 1943 | Dritte Ausgabe des Wetterkurzschlüssels wird in Dienst gestellt                                          |
| 10. März 1943 | Die Folge sind 10 Tage Blackout in B.P.                                                                  |
| Juni 1943     | Erste britische 4-Walzen-Bombes werden in Betrieb genommen                                               |
| 1. Juli 1943  | Einführung der Griechenwalze γ                                                                           |
| Aug. 1943     | Erste amerikanische 4-Walzen-Bombes, die US Navy Bombes, werden in Betrieb genommen                      |
| Sep. 1943     | Shark wird in der Regel innerhalb von 24 h gebrochen                                                     |
| 1. Sep. 1943  | Fallenlassen der Kenngruppe                                                                              |
| 1. Jan. 1944  | Vereinzelte Benutzung der steckbaren UKW D                                                               |
| 5. Juni 1944  | Erbeutung von Kurzsignalheft, Kenngruppenheft, Adressbuch und einer Enigma‑M4 aus U 505                  |
| 10. Juli 1944 | Die Luftwaffe führt die „Uhr“ ein                                                                        |
| 15. Sep. 1944 | Beim Heer wird das CY-Verfahren eingeführt                                                               |